# Megachile perihirta
Megachile perihirta är en biart som beskrevs av Cockerell 1898. Megachile perihirta ingår i släktet tapetserarbin, och familjen buksamlarbin. Inga underarter finns listade i Catalogue of Life.